# Adolfstraße (Hannover)

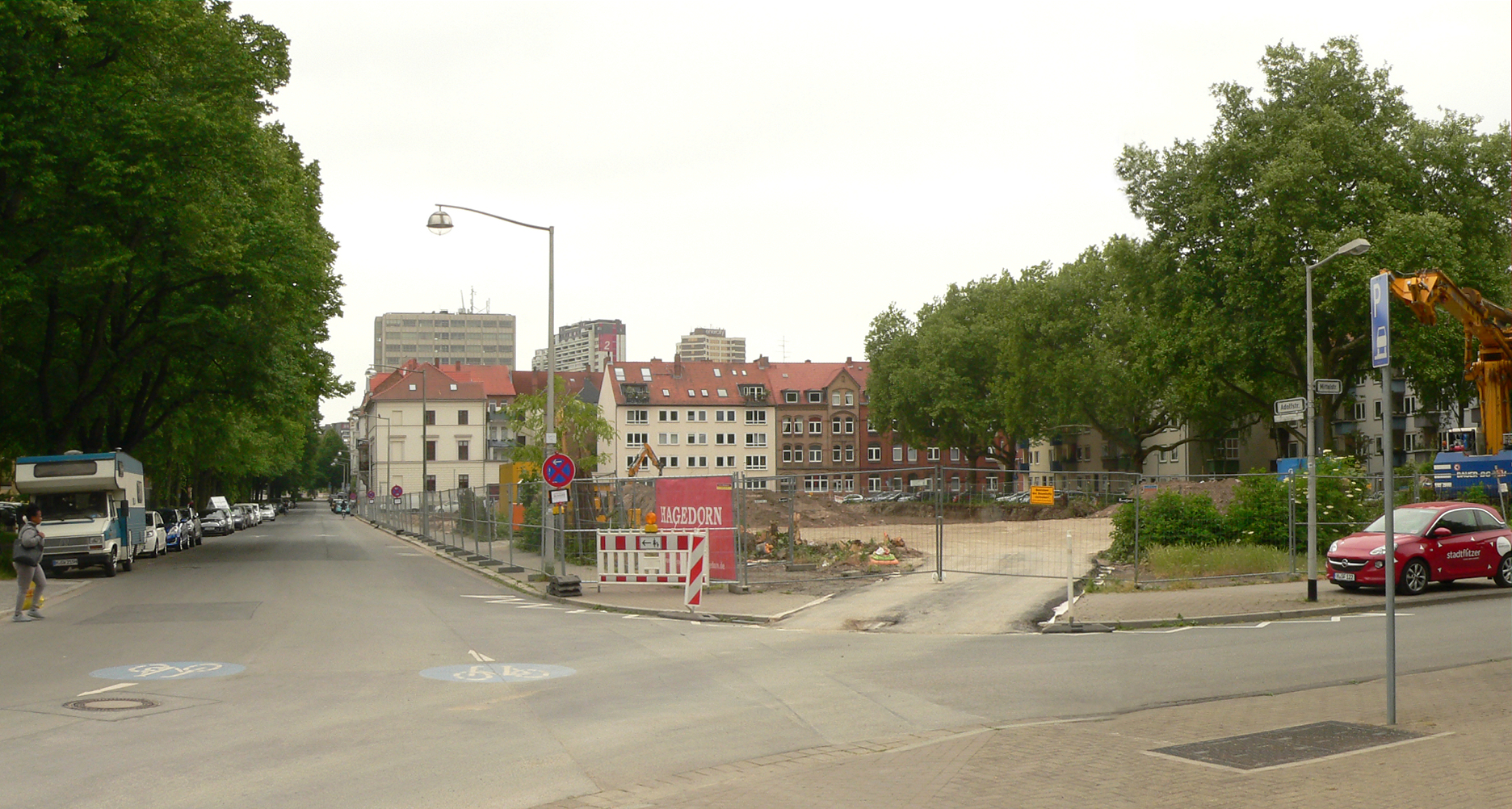
Die Adolfstraße im Jahr 2018 am noch unbebauten Trümmergrundstück, auf dem das Ernst-August-Palais stand

Die Adolfstraße liegt im Stadtteil Calenberger Neustadt von Hannover. Sie ist benannt nach Adolph Ferdinand, Herzog von Cambridge (1774–1850), dem jüngsten Bruder des Königs Ernst August I. von Hannover.

## Geschichte

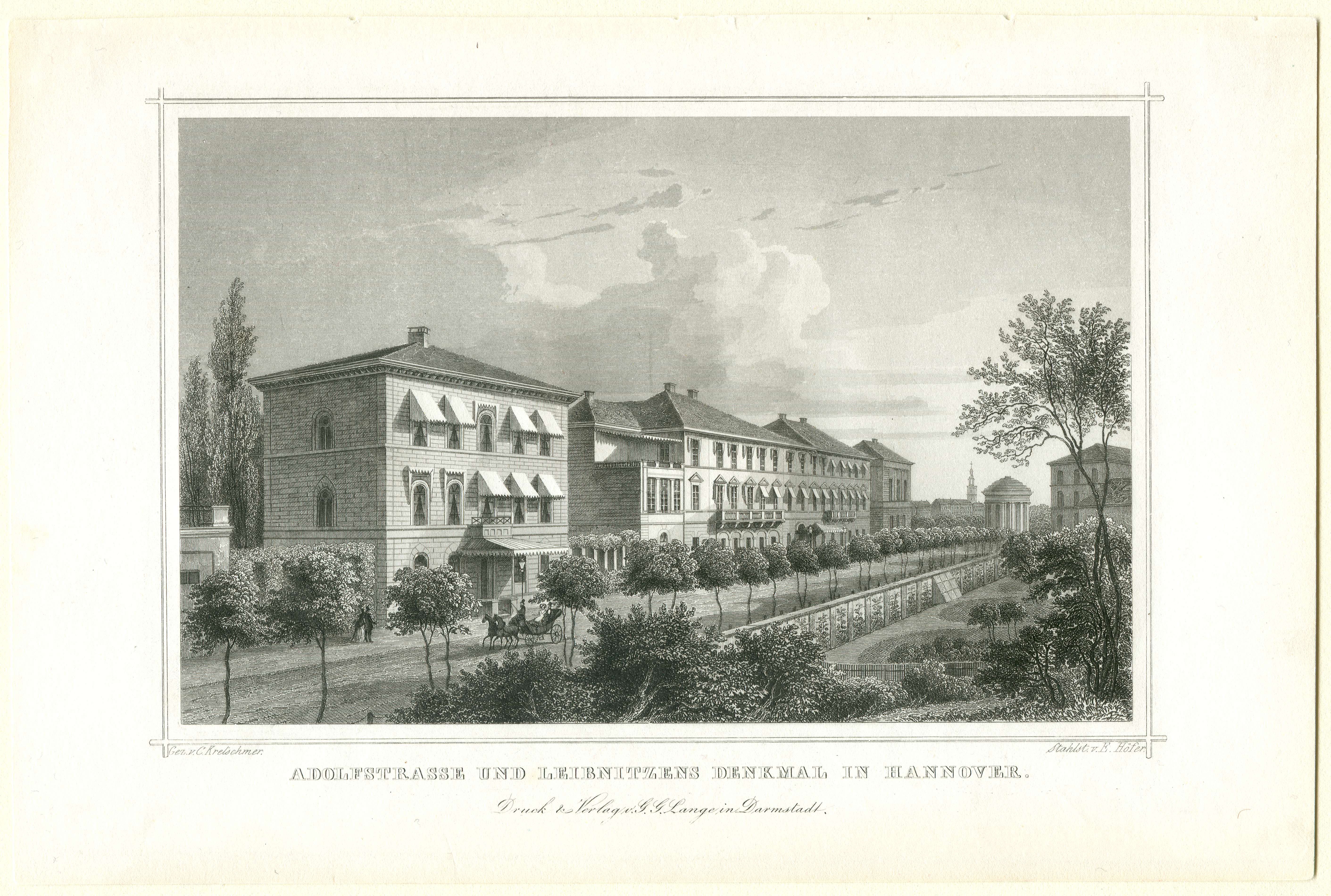
Das Ernst-August-Palais; am Ort bis 2018 ein unbefestigter Parkplatz; Stahlstich nach Wilhelm Kretschmer, um 1857

Die Adolfstraße wurde – gemeinsam mit der Molthanstraße und der Kommandanturstraße – erst im zweiten Viertel des 19. Jahrhunderts (1834) angelegt anstelle eines Teils der ehemaligen Stadtbefestigung Hannovers: Erst nach einer Teil-Zuschüttung des Grabens am „Adolfswall“ begann hier die Bebauung, zunächst mit ergänzenden Bauten für die rund um den Waterlooplatz errichteten Militärbauten, später mit anspruchsvollen Wohngebäuden. Anfangs gaben für die zum Kauf nach ähnlichen Kriterien wie in der Georgstraße angebotenen Grundstücke ausnahmslos Architekten und Bauhandwerker Gebote ab, die „hier auf Spekulation bauen wollten“, wie Justus Heinrich Jakob Molthan, Ernst Ebeling, Christoph August Gersting und Ernst Ludwig Täntzel.
Die Straße sollte – als Hauptstraße – eine direkte Verbindung herstellen zwischen der Altstadt und dem seinerzeit noch bevorzugten Garten- und Villenvorort Linden, der damals nur über die einzige Brücke über die Ihme am Schwarzen Bären erreichbar war.
Am Beginn der Straße stand der 1790 errichtete Leibniztempel an der Esplanade des Waterlooplatzes.
Aus der frühen Phase der Besiedlung hat sich das 1833 bis 1835 von Christoph August Gersting erbaute Haus Nummer 5 erhalten; der dreigeschossige Putzbau zeigt mit sieben Achsen zur Adolfstraße. Neben der Putzfassade haben hier eine Tür und das originale Treppenhaus die Zeit überdauert.
1846 bezog das Kronprinzenpaar Georg und Marie das Ernst-August-Palais an der Adolfstraße 2-3 (nicht erhalten).
1852–56 baute der Architekt Hermann Hunaeus unter Mitwirkung von Louis Stromeyer hier das Königliche Militärkrankenhaus, um sich hier 1856/57 dann ein eigenes Wohnhaus zu errichten (beide Bauten nicht erhalten).
Dem General-Militärhospital gegenüber errichtete Hunaeus 1859/60 die Militär-Bekleidungskommission, heute denkmalgeschütztes Gebäude der Akademie der DAG (Hausnummer 8).
Das Gebäude der heutigen „Blindow-Schule“ wurde 1860 als Kriegsministerium erwähnt und 1939 als Standort-Lazarett genutzt. Ab 1960 gehörte es zur Oberfinanzdirektion.
Die denkmalgeschützten Häuser mit den Hausnummern 6, 7 und 8a entstanden erst nach der Annexion des Königreichs Hannover durch Preußen.
Durch die Luftangriffe auf Hannover im Zweiten Weltkrieg wurden viele Gebäude an der Adolfstraße zerstört und es entstand ein größeres Trümmergrundstück. Davon zeugte bis 2018 ein über Jahrzehnte als Behelfsparkplatz genutzter großer unbefestigter Platz.
In der frühen Nachkriegszeit stand während der Hochwasserkatastrophe von 1946 insbesondere die Calenberger Neustadt unter Wasser. Der Fotograf Heinz Koberg fertigte am 11. Februar des Jahres eine später in den Hannoverschen Geschichtsblättern abgedruckte Aufnahme einer „Rettungsaktion der Polizei in der Adolfstraße“, bei der mit Stangen ausgerüstete Polizisten und gerettete Personen in einem Boot vor einer Straßenecke zu sehen sind.

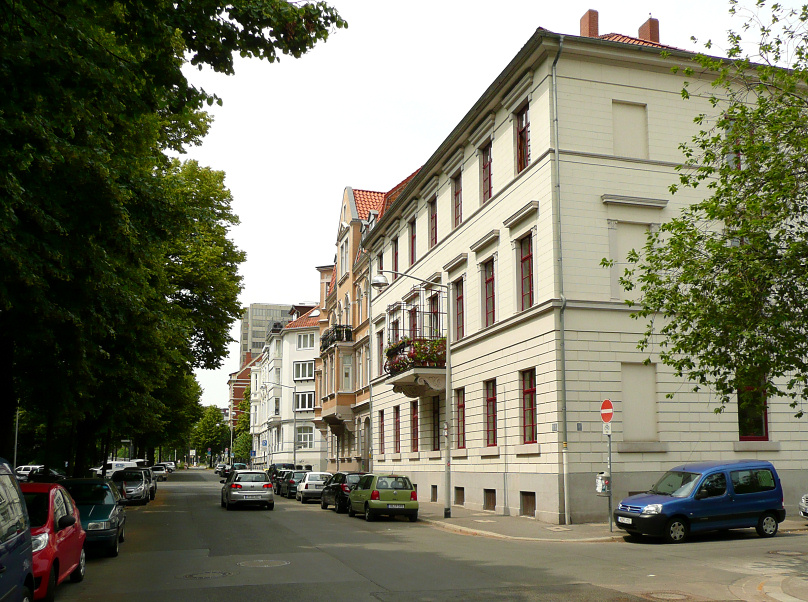
Blick in die Adolfstraße; im Vordergrund Haus ehem. Nr. 5, 1835 fertiggestellt, das einzige erhaltene Gebäude des Baumeisters Christoph August Gersting
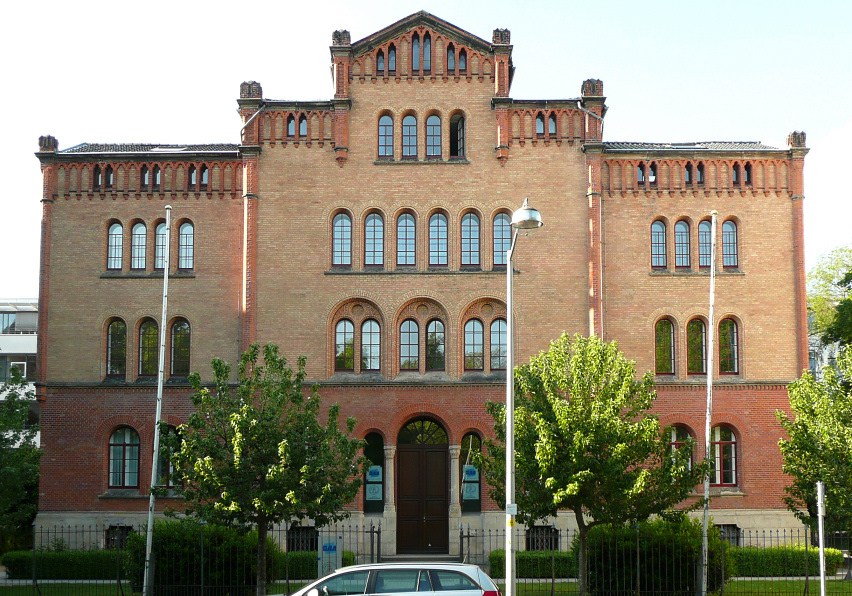
Adolfstraße 8, früher Militär-Bekleidungskommission
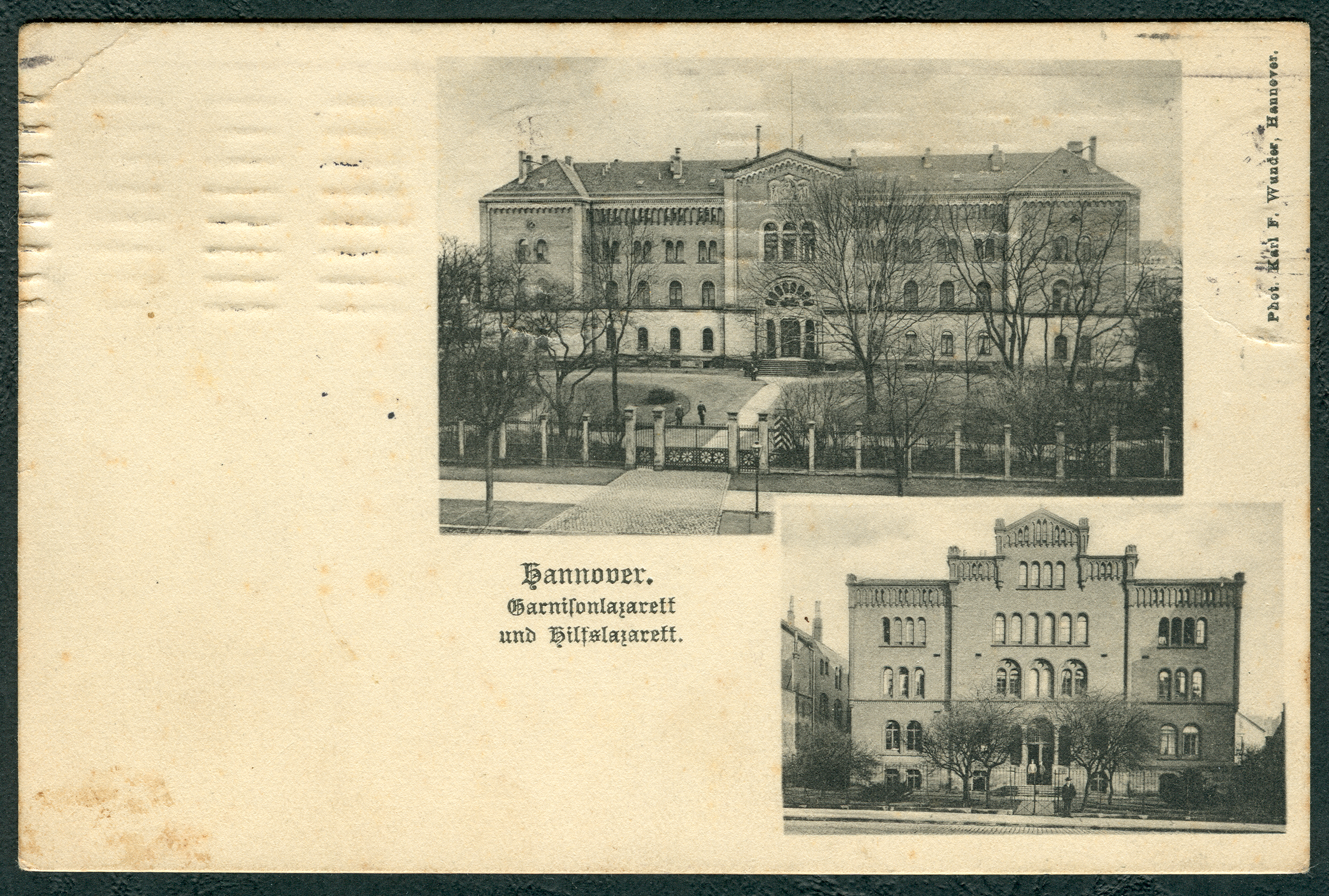
Um 1898: Oben das heute nicht mehr existente General-Militärhospital, unten die noch vorhandene ehemalige Militär-Bekleidungskommission
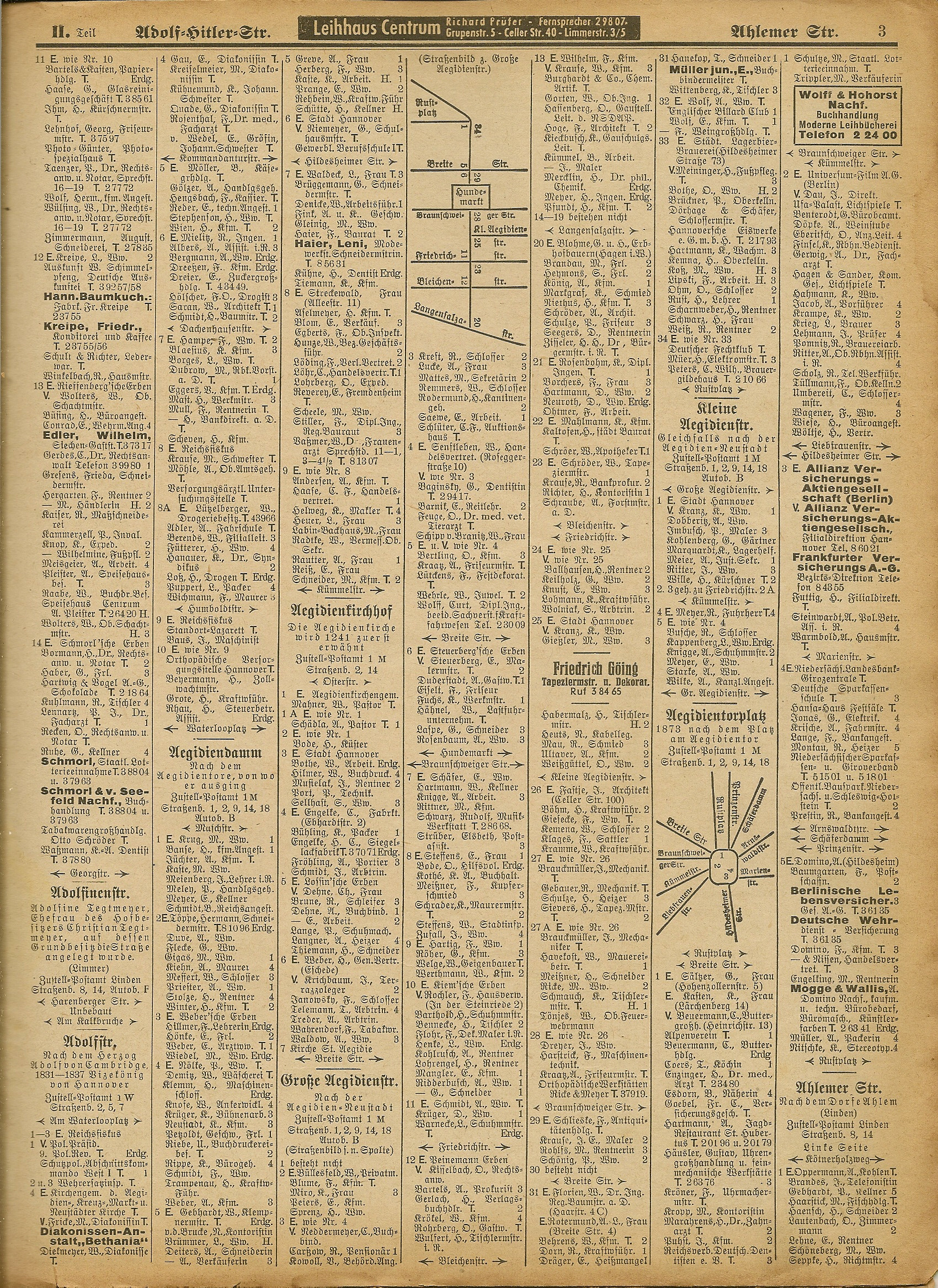
Auszug aus dem Adressbuch der Stadt Hannover um 1942 zur Adolfstraße
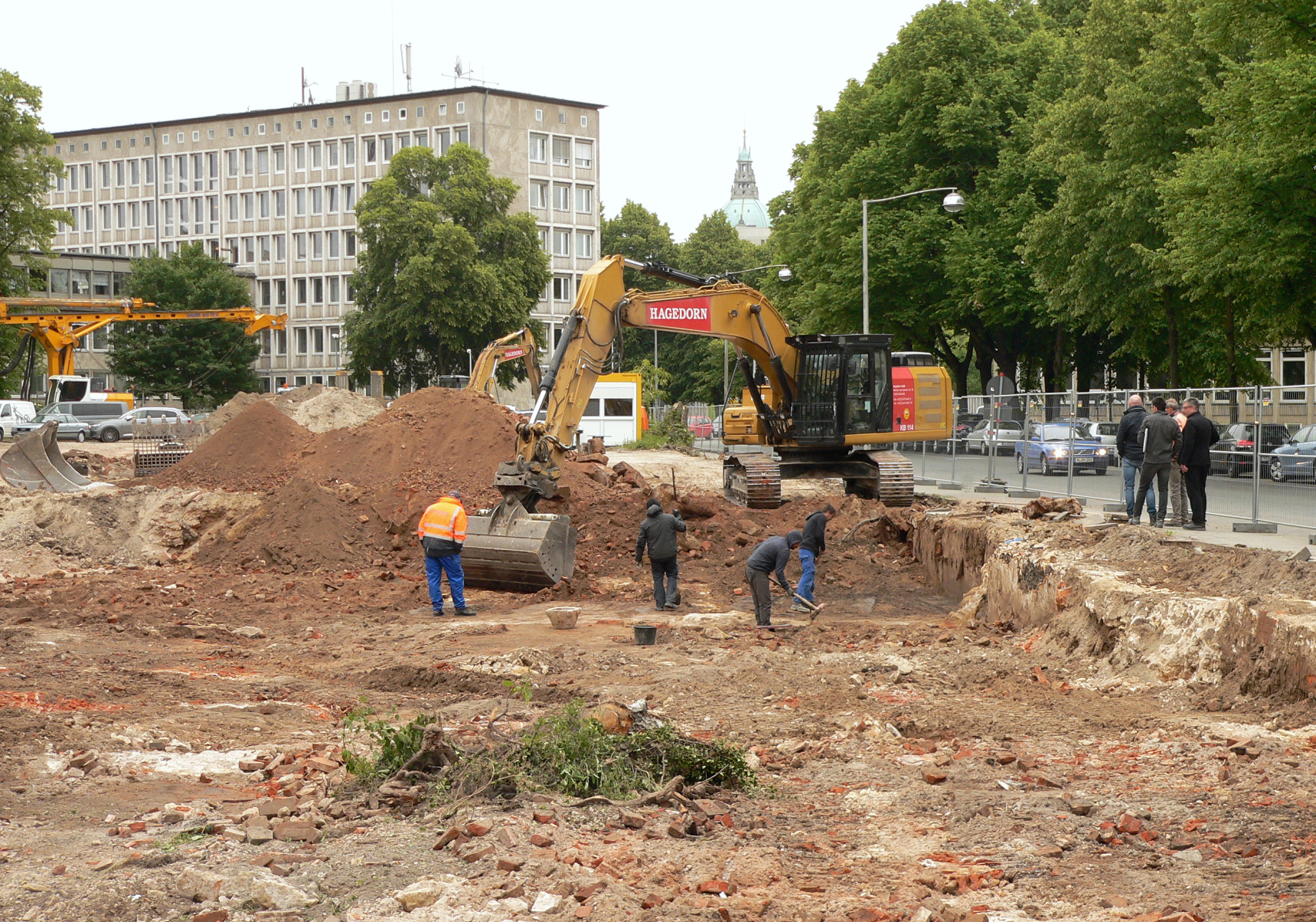
Archäologische Untersuchungen an der Adolfstraße vor einer Neubebauung, 2018
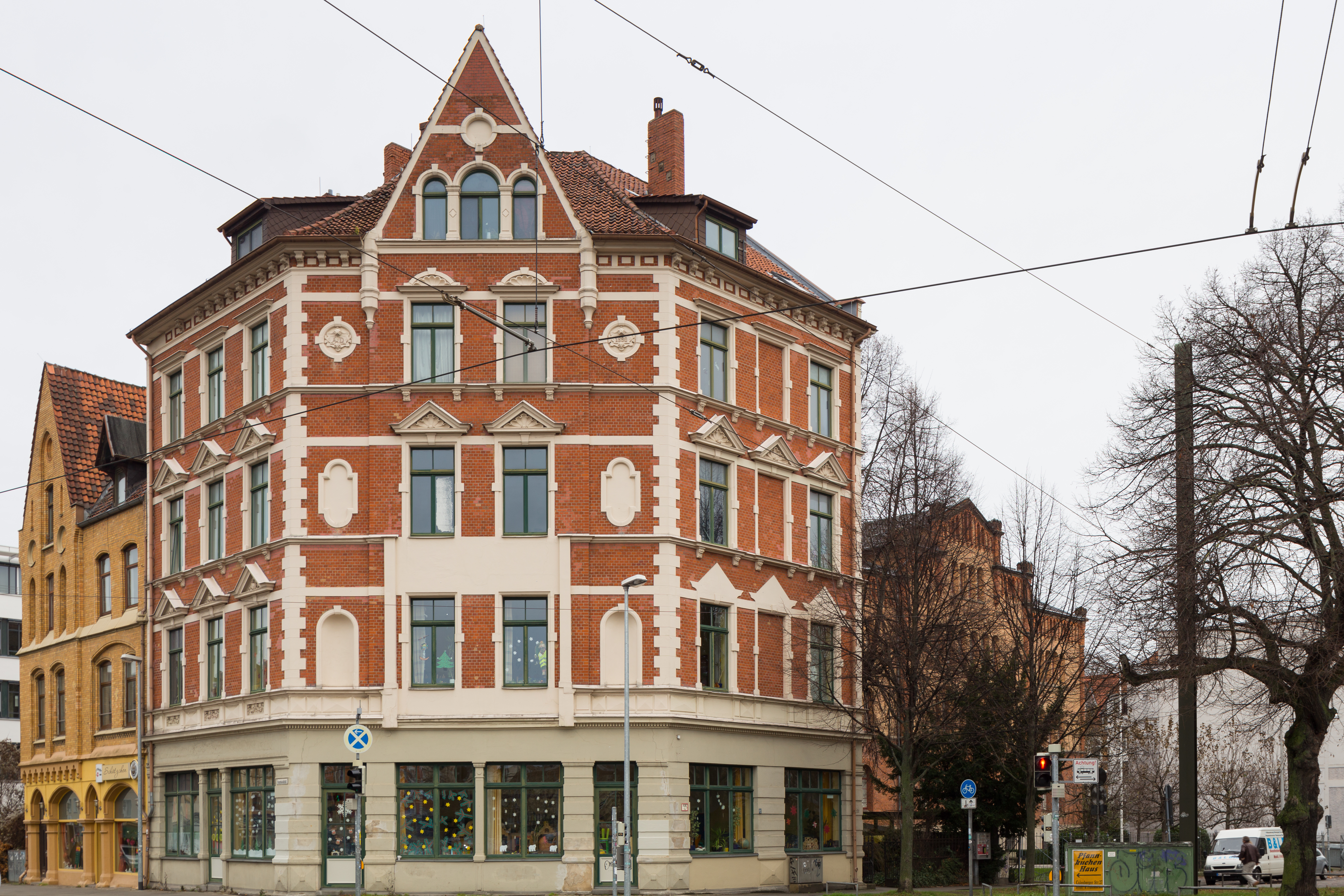
Wohngebäude Adolfstraße 8a, Ecke Humboldtstraße

## Umbauvorhaben
Im Zuge von Hannover City 2020 +, einem groß angelegten Umgestaltungsvorhaben der Stadt Hannover für große Teile der Innenstadt, entstand auf dem unbefestigten Parkplatz nördlich der Adolfstraße eine Wohnbebauung. Der städtebaulich-landschaftsplanerische Ideenwettbewerb wurde im Juni 2010 abgeschlossen.
Seit 2016 ist die Adolfstraße als Fahrradstraße ausgewiesen, da sie für den Radverkehr eine attraktive direkte Verbindung zwischen der Innenstadt und dem Schwarzen Bär sowie Linden-Mitte wie auch zum Grünzug entlang der Ihme und damit nach Linden-Nord darstellt.